# Кертис (Небраска)
Кертис (енгл. Curtis) град је у америчкој савезној држави Небраска.

## Демографија
По попису из 2010. године број становника је 939, што је 107 (12,9%) становника више него 2000. године.
| Група             | 2000.       | 2010.       |
| Белци             | 803 (96,5%) | 909 (96,8%) |
| Афроамериканци    | 2 (0,2%)    | 0 (0,0%)    |
| Азијати           | 3 (0,4%)    | 2 (0,2%)    |
| Хиспаноамериканци | 12 (1,4%)   | 10 (1,1%)   |
| Укупно            | 832         | 939         |